# Naturschutzgebiet Die Schlade
Das Naturschutzgebiet Die Schlade erstreckt sich als Trockental von West nach Ost im Ortsteil Schlade zwischen den Stadtteilen Hebborn und Romaney von Bergisch Gladbach am Rand der Paffrather Kalkmulde. Nördlich wird es begrenzt durch die Ortsteile Grube und Kley und südlich durch den Ortsteil Rommerscheid.

## Vegetation
Die Schlade wurde bereits am 3. August 1971 und später nochmals am 22. Juli 2008 durch die Bezirksregierung Köln als Naturschutzgebiet ausgewiesen. Die Schutzausweisung erfolgte zur Erhaltung und Entwicklung des landschaftsprägenden Trockentals mit einem vielgestaltigen Biotopkomplex aus Kalkbuchenwaldbeständen, Steilhängen und ehemaligen Steinbrüchen.
In dem Gebiet findet man arten- und krautreiche Kalkbuchenwälder, die sich entlang der Hangflächen zur Strunde sowie im Bereich von Blockschutt-Abraumhalden und Felswänden der Steinbrüche erstrecken. Außerdem gibt es Standorte von wärmeliebenden Orchideen-Buchenwäldern, während in Schattenlagen eher Schluchtwälder mit Eschen vorherrschen. Die Felsen und Abbauterrassen des nördlich der Straße gelegenen Steinbruchs sind von Gebüschen und Birken-Pionierwald besiedelt. An vielen Stellen der Felsen und Spalten wachsen Efeu, Farne und Moose. Es finden sich auch verschiedene gefährdete Pflanzenarten wie beispielsweise das Gefleckte Knabenkraut oder die Hirschzunge. Wegen seines Artenreichtums und des gut ausgebildeten Biotopkomplexes mit Felsen, Verkarstungen, Schluchtwald und verschiedenen Waldgesellschaften besitzt das Gebiet eine herausragende Funktion als Refugium zahlreicher gefährdeter Tier- und Pflanzenarten und hat damit eine landesweite Bedeutung.

## Bergbau
Im westlichen Teil des Naturschutzgebietes liegt das inzwischen verbrochene Stollenmundloch des Moll-Stollens mit vorgelagerter Abraumhalde der Grube Prinz Wilhelm, auf der noch bis 1925 Eisenerz gefördert wurde, das zuletzt besonders wegen des Gehalts von Ocker für die chemische Industrie Verwendung fand. Pingen der Grube Albert findet man im südöstlichen Teil der Schlade.

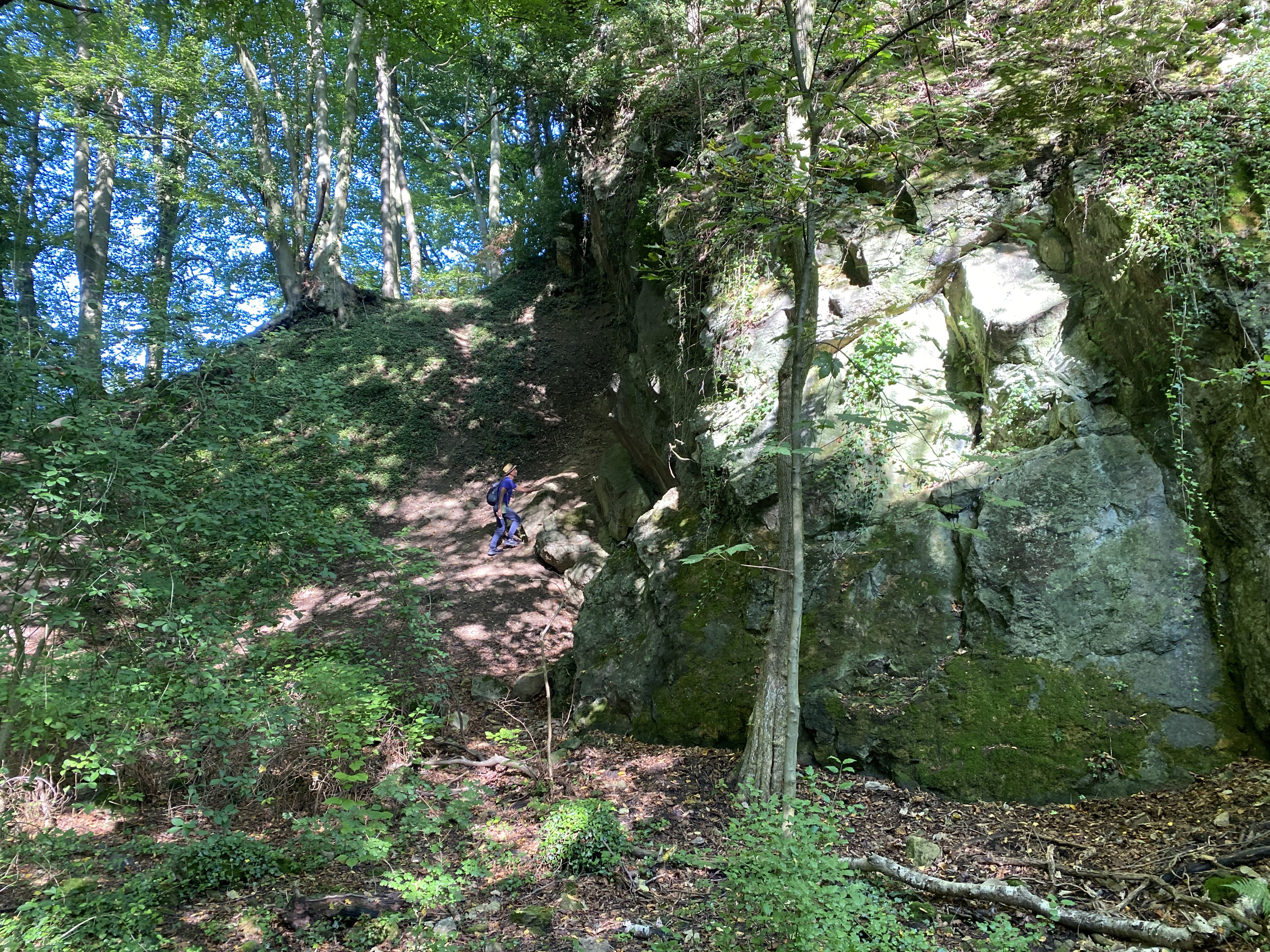
Kalkstein-Felswand im westl. Bereich des Steinbruchs
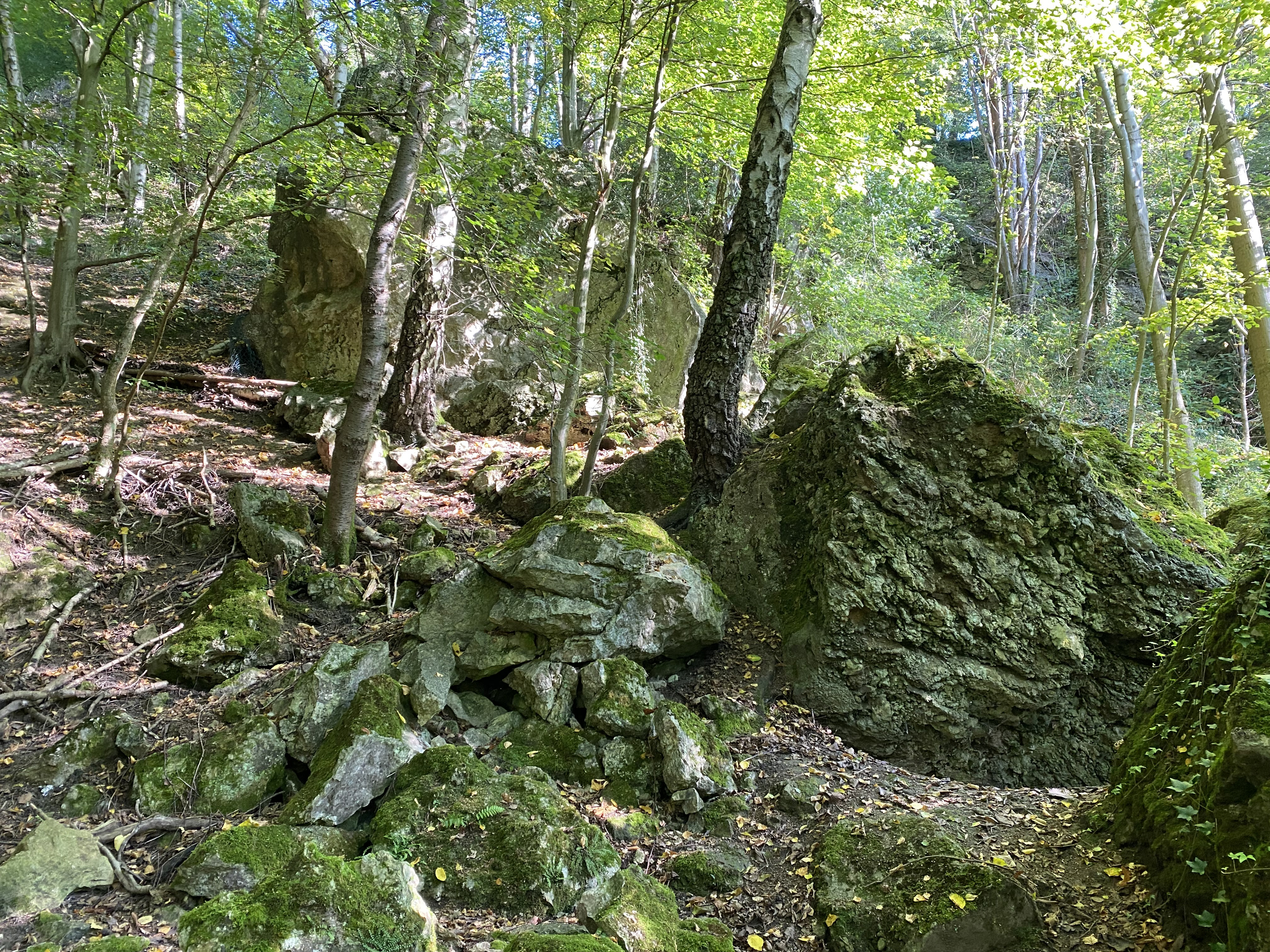
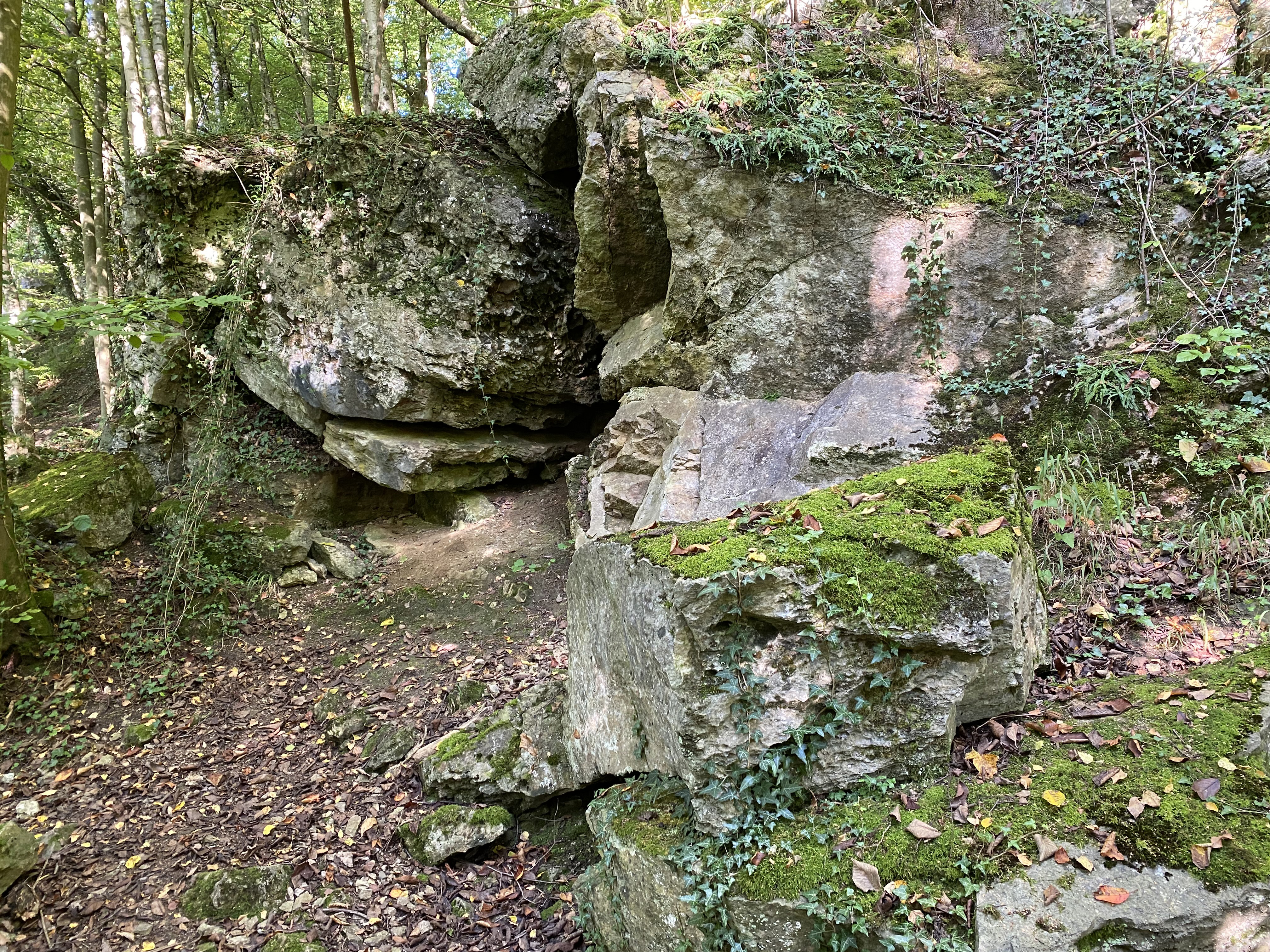
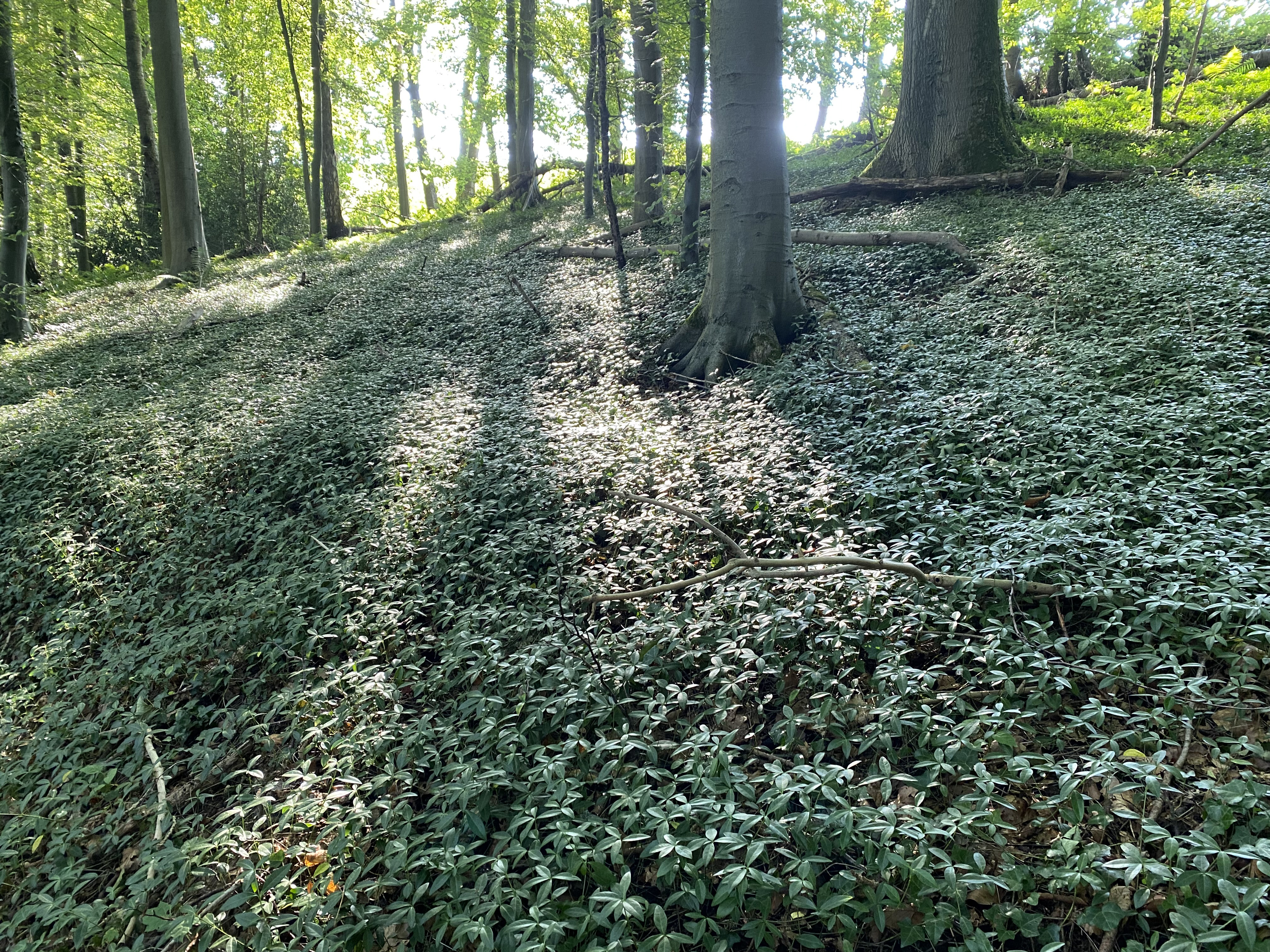
Ein Teppich aus Kleinem Immergrün
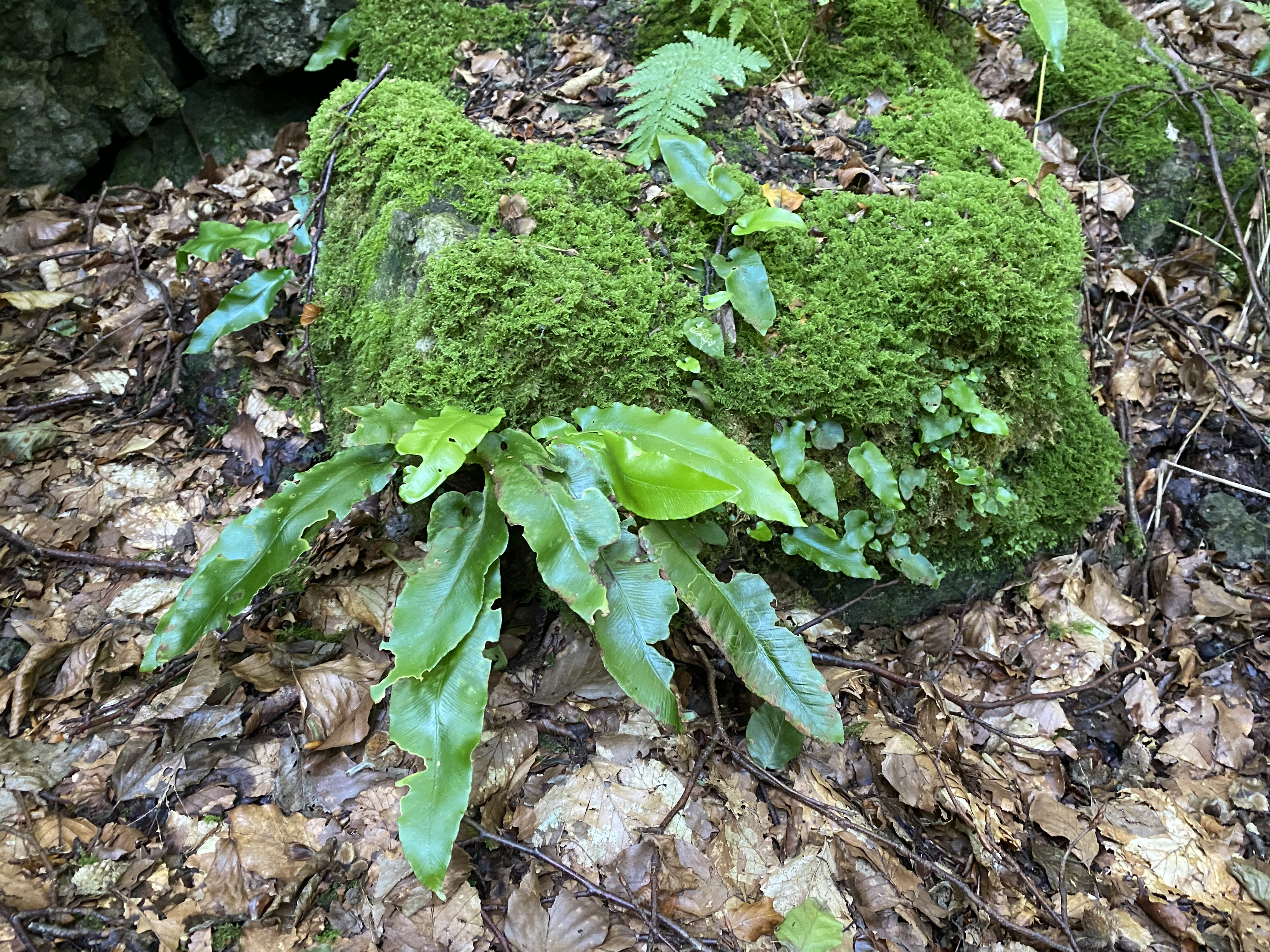
Hirschzugenfarn liebt die feuchten Kalksteinfelsen
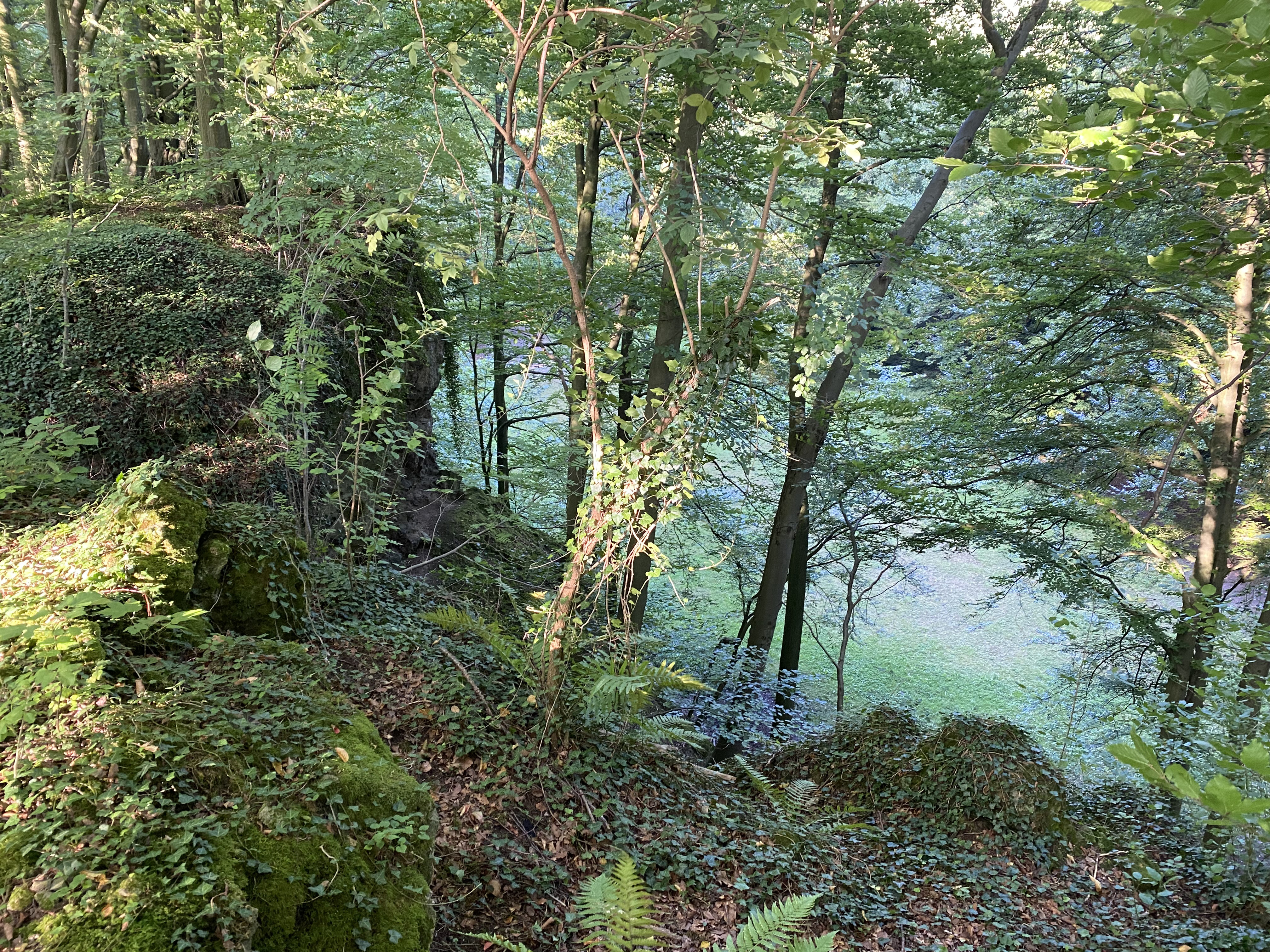
Blick in den östlichen Teil der Schlade
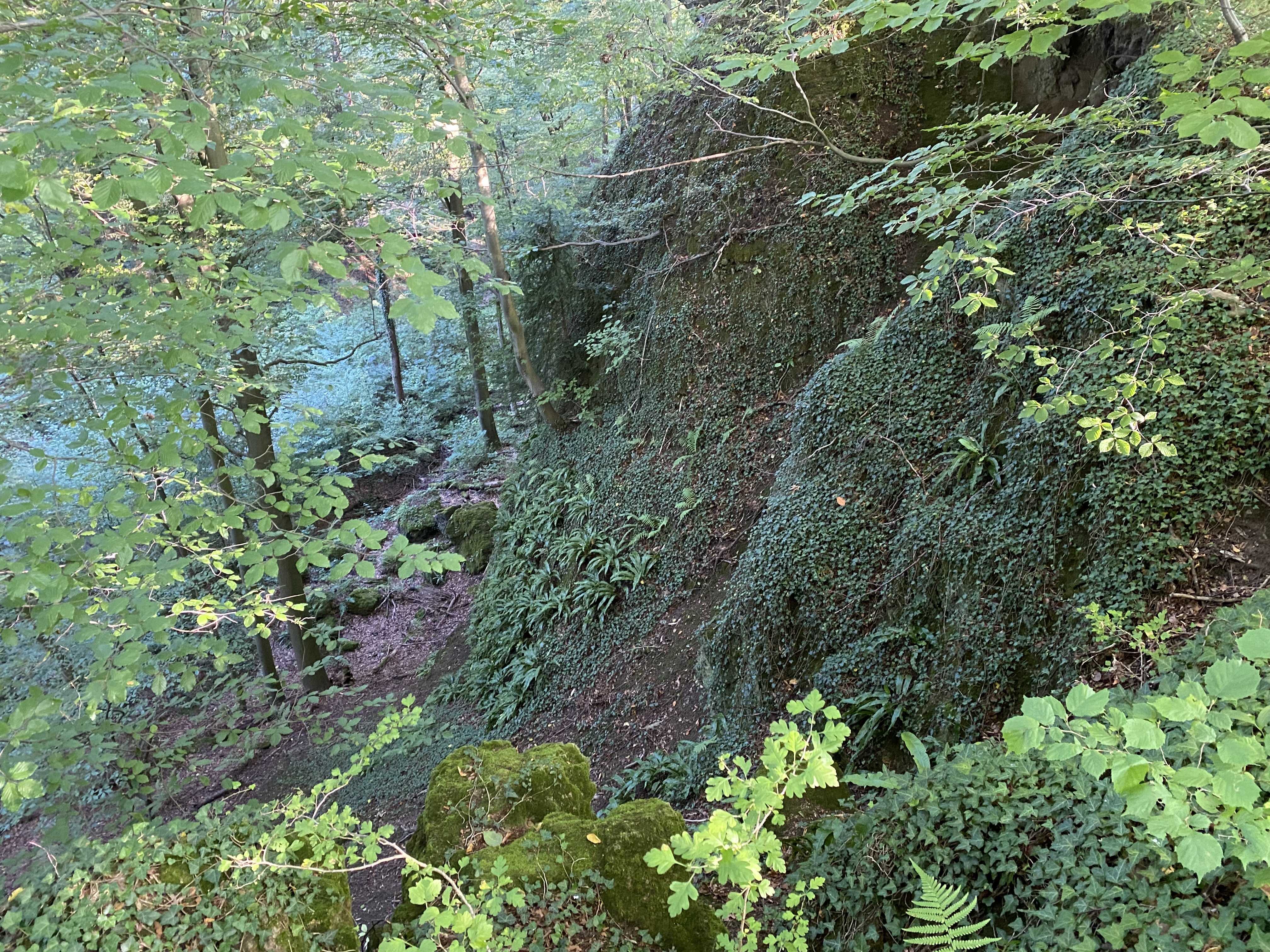
Steilhang mit Hirschzugenfarn (östl. Bereich)